# ゴクラクチョウカ属

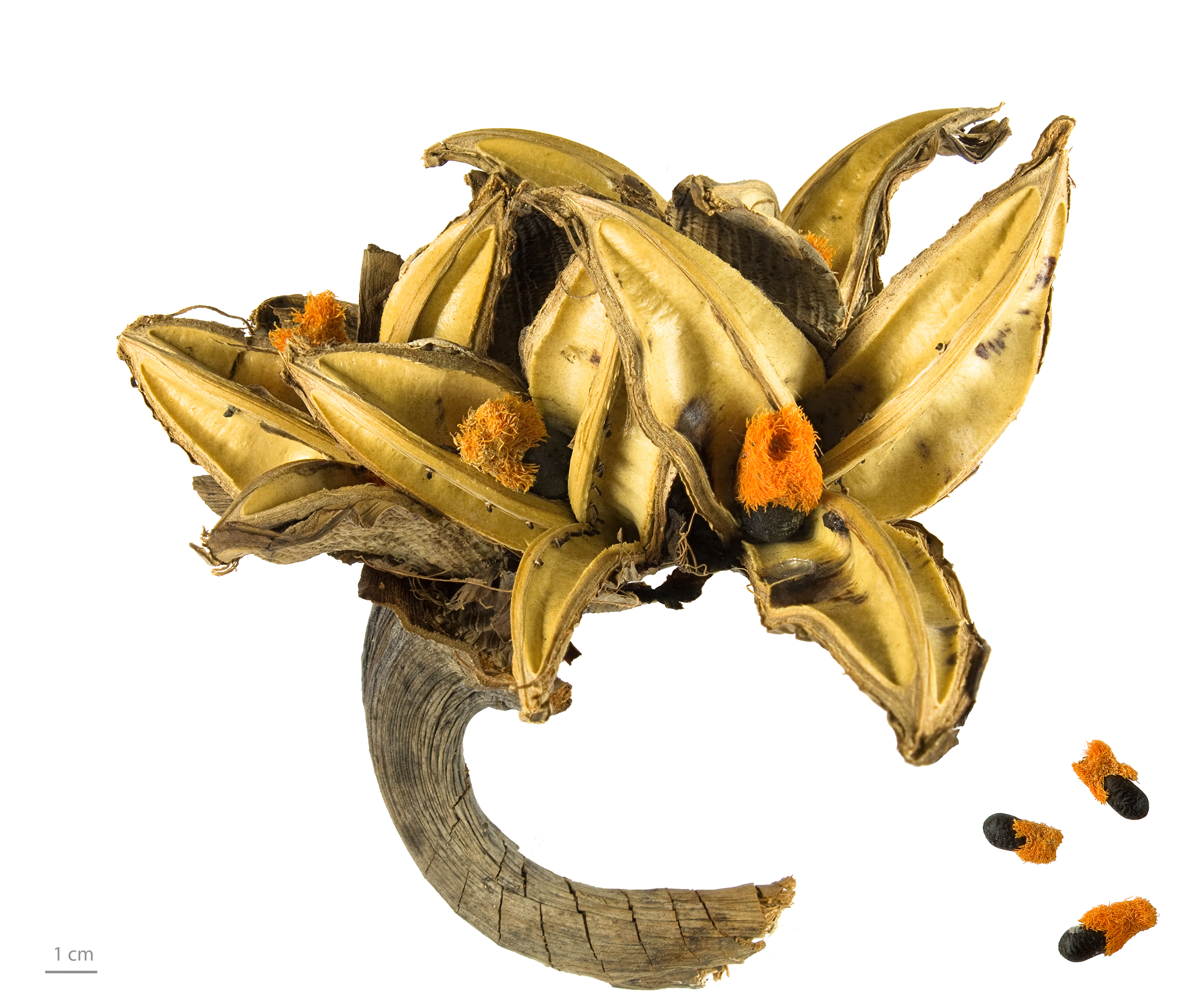
Strelitzia reginae

ゴクラクチョウカ属（学名：Strelitzia）は単子葉植物ゴクラクチョウカ科の属の一つ。園芸では学名のカタカナ表記そのままストレリチアやストレチア（属）ということも多い。漢字では極楽鳥花と表記する。

## 特徴
南アフリカを中心に5種程度が分布する。花は鳥の頭のような形をしているものがある。また、葉が美しく観葉植物として栽培される。バード（オブ）パラダイス、とも言う。学名の「ストレリチア」は、植物愛好家であったジョージ3世の王妃シャーロットの旧姓に由来している。

## 主な種
- ゴクラクチョウカ（S. reginae）

単に「ストレリチア」「ストレチア」という場合は、本種のことが多い（※単に「ストレリチア」等とある場合、下の「オーガスタ」（S. nicolai）を指す事もある。）（特にS. reginaeについて指す時は「レギネ」「レジーネ」等の記述が用いられる。）。
- ルリゴクラクチョウカ（S. nicolai）

オーガスタの名称で流通していることが多いが、本物のS. augusta（S. albaのシノニム）とは別種。長期間育つと、茎が成長していき、タビビトノキ（Ravenala madagascariensis）に似た姿となる。
- オウギバショウモドキ、シロゴクラクチョウカ（S. alba）
- ストレリチア・ノンリーフ、ストレリチア・ユンケア（S. juncea）

葉の葉身に該当する部分が小さい、又は全く見えなくなっている。
- Strelitzia caudata